# ميتي كان دمير
ميتي كان دمير (بالتركية: Kaan Demi̇r)‏ هو لاعب كرة قدم تركي، ولد في 13 مايو 1998 في ماينتس في ألمانيا.

## وصلات خارجية
- ميتي كان دمير على موقع اتحاد تركيا (لاعب) (الإنجليزية)
- ميتي كان دمير على موقع Soccerway.com (الإنجليزية)
- ميتي كان دمير على موقع عالم كرة القدم.نت (الإنجليزية)